# Сен-Марсель-д’Ардеш
Сен-Марсе́ль-д’Арде́ш (фр. Saint-Marcel-d'Ardèche, окс. Sant Marcel d'Ardèche) — коммуна во Франции, находится в регионе Рона — Альпы. Департамент коммуны — Ардеш. Входит в состав кантона Бур-Сент-Андеоль. Округ коммуны — Прива.
Код INSEE коммуны 07264.

## Население
Население коммуны на 2008 год составляло 2401 человек.
| 1962 | 1968 | 1975 | 1982 | 1990 | 1999 | 2008 |
| ---- | ---- | ---- | ---- | ---- | ---- | ---- |
| 1059 | 1089 | 1140 | 1465 | 1781 | 2147 | 2401 |

## Экономика
В 2007 году среди 1556 человек в трудоспособном возрасте (15-64 лет) 1094 были экономически активными, 462 — неактивными (показатель активности — 70,3 %, в 1999 году было 68,7 %). Из 1094 активных работали 976 человек (552 мужчины и 424 женщины), безработных было 118 (46 мужчин и 72 женщины). Среди 462 неактивных 138 человек были учениками или студентами, 161 — пенсионерами, 163 были неактивными по другим причинам.

## Достопримечательности
- Часовня Сен-Сюльпис (XIII век), исторический памятник
- Часовня Сен-Жюльен-де-ла-Рен
- Пещера Сен-Марсель, самая глубокая пещера в департаменте Ардеш

## Известные уроженцы
- Франсуа де Берни (1715—1794) — кардинал и министр Людовика XV.

## Фотогалерея
- Памятник погибшим в Первой мировой войне
- Вокзал
- Пещера Сен-Марсель
- Карта коммуны